# Вермут
Вермут (букв. — пелин; енгл. vermouth) је специјално ароматизовано вино које се производи од вина (удео вина не би требало да буде мањи од 60%), екстракта ароматичних трава (најчешће пелин), алкохола и шећера. Вермут је врста вина у које се додају биљке да би се укус вина побољшао. У себи има између 15 и 18% алкохола. Користи се као састојак разних коктела, али и као замена за бело вино у кулинарству.

## Историја
Вермут је први пут направљен у Италији у 18. веку, а од 19. века се производио и у Француској. Од врсте вина, састава трава и количине додатог шећера зависи да ли ће се произвести бели, розе или црвени, горки, суви или слатки. Почетак производње оваквих пића везује се за име грчког лекара Хипократ који је прво почео да вином из биљака екстрахује ароматичне и лековите састојке. О дугој традицији ове производње су говорили Цицерон и Плиније говорећи о "l' absinthianum vinum". Касније, опште прихваћен назив овог пића је немачког порекла, одакле путем Француске (фр. vermouth) стиже у Италију (итал. vermut). 

## Употреба вермута
Вермут се обично пије као аперитив. Вермут се користи и као састојак у разним коктелима (најчешће мартинија), који је идеалан за смањење садржаја алкохола у коктелима, за пружање пријатног биљног укуса и ароме.
Вермут може да се користи и као замена за бело вино у рецептима хране. Биљке које се налазе у вермуту су састојци у сосовима за рибе или маринаде за свињско и пилеће месо.

## Складиштење
Отворена боца вермута ће се постепено погоршати током времена. Гурмани препоручују да се отворене боце вермута конзумирају у року од једног до три месеца и морају се чувати у фрижидеру да би се успорила оксидација. 

## Познати брендови
Главно светско средиште производње вермута још пре више од 200 година постала је провинција Торино. Након тога следи оснивање многих и данас познатих фабрика (Cora — 1838, Gancia — 1850, Balor — 1856, Martini — 1863). На нашем подручју један од најзначајнијих произвођача вина је фабрика Istravino у Ријеци.